# Vlag van Glamorgan

Vlag van Glamorgan

Vlag van Cardiff

De vlag van Glamorgan is de vlag van het Welshe graafschap Glamorgan. De vlag werd op 24 september 2013 geregistreerd bij het Flag Institute.
De vlag is gelijk aan het wapen van Iestyn ap Gwrgant, de laatste heerser van het Koninkrijk Morgannwg, de voorloper van het graafschap Glamorgan. Het ontwerp van drie zilveren kepers op een rood veld komt voor in de wapenschilden van veel raden in het gebied, waaronder die van Vale of Glamorgan en van het voormalige Mid, South en West Glamorgan. Het staat ook op de vlag van Cardiff, waar een draak de banier omhoog houdt als symbool voor de status van Cardiff als hoofdplaats van Glamorgan.